# Сосновка (Мордовский район)
Сосновка — село в Мордовском районе Тамбовской области. Входит в Лавровский сельсовет. До 2010 года являлось административным центром Сосновского сельсовета.

## География
Расположено в центральной части района на берегах реки Пласкуши, одного из правых притоков реки Битюг, в 9 километрах от автодороги  Р193 Воронеж — Тамбов.
С запада к селу примыкают деревни Изосимовка 2-я и Лихачёвка.
Село включает в себя следующие улицы: Зелёная роща, имени Крупской, Советская, Прогресс, Трудовая.

## Население
| 2002 | 2010 |
| ---- | ---- |
| 452  | ↘387 |

Согласно результатам переписи 2002 года, в национальной структуре населения русские составляли 97 % от жителей.

## История
К концу XVIII века земли в здешней округе были преимущественно казёнными и однодворческими. Возникновение села с названием Сосновка Мордовского района совпадает с началом XIX века, с годами, когда Павел I жаловал большие землевладения на Тамбовщине князю Голицину и генералу Бенкендорфу, а последний, видимо, переселял на эти земли жителей другого поместья — Сосновки Моршанского уезда. Однако, уже в 1775 году существуют архивные упоминания о хуторах Новосильцево, Толмачева (владениях Лихачева Ф. Н.), и владениях переселенцев Козловской округи села Изосимово, а также казённых земель села Березовка (Малышкино). Все эти объекты обозначены в атласе Тамбовское наместничества Российской империи, изданной в 1792 г Александром Вильбрехтом. Предположительно, что Сосновка присутствует с названием «Что на Битецкой Пласкуше». Кроме того, за счёт казённых земель, рядом появляются селения выходцев из Полковой слободы близ Тамбова и инородцев города Моршанска (татар, мещер и мордвы, принявших христианскую веру), в 1780 годах существуют уже деревни Кариян (Бегичева), хутор Петровский.
По спискам Тамбовской губернии 1862 года волость называлась Александровской, включала шесть сельских обществ : Александровское, Петровское, Новоселкинское, Павловское, Михайловское и опять Павловское. Землевладельцев обозначено 10, среди них Граф Бенкендорф К. К., Урнижевские, Челищев Н. А., четверо братьев Писаревых и их тетушка-Писарева Е. А. Происхождение названия Александровка, возможно, связано с именами владельцев — Александра Христофоровича Бенкендорфа или коллежского регистратора Александра Васильевича Писарева. Вот так характеризуется этот населённый пункт в 1862 году: Александровка (Сосновка) — при речках Березовке, Пласкуше, село владельческое. До города 69 вёрст, от стана — 20. Церковь православная, мельница. Дворов −89, мужских душ − 421, женских − 398.
К 1870 году волость получает название Сосновская и село значительно укрупняется. Читаем в Памятной книжке Тамбовской губернии за 1894 год: Дворов — 408, мужских душ — 1398, женских — 1412, великороссы, земледельцы. Душевой надел менее 3 десятин. В селе две школы: земская и церковно-приходская, три средних экономии: Урнижевского, Писарева, Истомина. В селе располагалась квартира полицейского урядника 12 уряднического участка.
Вплоть до революции село именовалось Александровка-Сосновка, так и обозначалось оно в метрических книгах местной церкви. Церковь в селе- Покровская, деревянная, построена в 1842 г., освящена в 1844 г., престол один, главная. При ней в с. Семеновке, Николаевская, построена 1863 г., престол один — приписная. Церковь была разрушена сразу после революции.
В военное время многих жителей Сосновки призвали на фронт, а в декабре 1941 года в Сосновской больнице был создан детский дом для эвакуированных детей, просуществовавший до начала 1950-х годов.
В 1977 году погибшим воинам в центре села установлен памятник работы скульптора Тодоровского И. С., на мраморных плитах которого высечены имена павших героев.